# Gaston Rahier
 (mai 2019).
Si vous disposez d'ouvrages ou d'articles de référence ou si vous connaissez des sites web de qualité traitant du thème abordé ici, merci de compléter l'article en donnant les références utiles à sa vérifiabilité et en les liant à la section « Notes et références ».
Gaston Rahier, né le 1er février 1947 à Chaineux (Herve, Belgique) et mort le 8 février 2005 à Creil (France), est un pilote de moto-cross et de rallye-raid belge. Il est double vainqueur en moto du Rallye Dakar en 1984 et 1985.

## Biographie
Triple champion du monde de moto-cross en 1975, 1976 et 1977 dans la catégorie 125 cm3, vainqueur de 30 Grands Prix, double vainqueur moto, en BMW, du Rallye Dakar (1984 et 1985), sportif belge de l'année en 1985 (2e en 1977), vainqueur du Motocross des Nations en 1976 avec la Belgique, pilote et chef d'équipe de Suzuki au Paris-Dakar 4 années de suite : Dakar 1988 (Suzuki DR750), 1989 (DR800), 1990 (DR800), 1991 (DR800), et vainqueur de plus de 1 000 courses dans sa carrière.  
Il remporte trois fois le Rallye des Pharaons en 1984 - 1985 et 1988.  
En l'an 2000, Gaston Rahier met un terme à sa longue carrière commencée à l'âge de 16 ans. 
Il meurt d'un cancer le 8 février 2005. Il est inhumé au cimetière de Chaineux.